# Zetti
Armelino Donizetti Quagliato (Porto Feliz, São Paulo, 10 de enero de 1965), más conocido como Zetti, es un exfutbolista y exentrenador italobrasileño que jugaba de portero. Jugó la mayor parte de su carrera en el São Paulo F. C. donde permaneció durante 7 temporadas, desde 1990 hasta 1996. También jugó en distintos clubes de Brasil. Su último equipo fue el Sport Recife.
Su familia es de origen italiano; sus abuelos paternos, de la familia Quagliato, eran inmigrantes procedentes de Cavarzere, mientras que sus abuelos maternos, de la familia Donizetti, provenían de Brescia.

## Selección nacional
Fue internacional con la selección de fútbol de Brasil en 17 ocasiones. Formó parte de la selección campeona de la Copa del Mundo de 1994, pese a no haber jugado ningún partido durante el torneo.

### Participaciones en Copas del Mundo
| Mundial                        | Sede           | Resultado | Partidos | Goles |
| ------------------------------ | -------------- | --------- | -------- | ----- |
| Copa Mundial de Fútbol de 1994 | Estados Unidos | Campeón   | 0        | 0     |

### Participaciones en Copas América
| Copa              | Sede    | Resultado        |
| ----------------- | ------- | ---------------- |
| Copa América 1993 | Ecuador | Cuartos de final |

## Clubes

### Como jugador
| Equipo                  | País   | Año       |
| ----------------------- | ------ | --------- |
| S. E. Palmeiras         | Brasil | 1983-1989 |
| Toledo F. C. (cedido)   | Brasil | 1983      |
| Londrina E. C. (cedido) | Brasil | 1985      |
| Guarani F. C. (cedido)  | Brasil | 1986      |
| São Paulo F. C.         | Brasil | 1990-1996 |
| Santos F. C.            | Brasil | 1997-1999 |
| Fluminense F. C.        | Brasil | 2000      |
| U. A. Barbarense F. C.  | Brasil | 2001      |
| Sport Recife            | Brasil | 2001      |

### Como entrenador
| Equipo            | País   | Año       |
| ----------------- | ------ | --------- |
| Paulista F. C.    | Brasil | 2003-2004 |
| Guarani F. C.     | Brasil | 2004      |
| Fortaleza E. C.   | Brasil | 2004      |
| A. D. São Caetano | Brasil | 2004-2005 |
| E. C. Bahia       | Brasil | 2005      |
| A. A. Ponte Preta | Brasil | 2005      |
| Paraná            | Brasil | 2006-2007 |
| Atlético Mineiro  | Brasil | 2007      |
| Fortaleza E. C.   | Brasil | 2007      |
| Ituano F. C.      | Brasil | 2008      |
| E. C. Juventude   | Brasil | 2008      |
| Paraná            | Brasil | 2009      |

## Palmarés

### Campeonatos regionales
| Título               | Equipo          | Estado/s                   | Año  |
| -------------------- | --------------- | -------------------------- | ---- |
| Campeonato Paulista  | São Paulo F. C. | São Paulo                  | 1991 |
| Campeonato Paulista  | São Paulo F. C. | São Paulo                  | 1992 |
| Torneo Río-São Paulo | Santos F. C.    | Río de Janeiro / São Paulo | 1997 |

### Campeonatos nacionales
| Título  | Equipo          | País   | Año  |
| ------- | --------------- | ------ | ---- |
| Serie A | São Paulo F. C. | Brasil | 1991 |

### Copas internacionales
| Título                  | Equipo (*)          | Sede           | Año  |
| ----------------------- | ------------------- | -------------- | ---- |
| Copa Libertadores       | São Paulo F. C.     | São Paulo      | 1992 |
| Copa Intercontinental   | São Paulo F. C.     | Tokio          | 1992 |
| Copa Libertadores       | São Paulo F. C.     | Santiago       | 1993 |
| Recopa Sudamericana     | São Paulo F. C.     | Belo Horizonte | 1993 |
| Supercopa Sudamericana  | São Paulo F. C.     | São Paulo      | 1993 |
| Copa Intercontinental   | São Paulo F. C.     | Tokio          | 1993 |
| Recopa Sudamericana     | São Paulo F. C.     | Kōbe           | 1994 |
| Copa Mundial de Fútbol  | Selección de Brasil | Estados Unidos | 1994 |
| Copa Conmebol           | São Paulo F. C.     | Montevideo     | 1994 |
| Copa Máster de Conmebol | São Paulo F. C.     | Cuiabá         | 1996 |
| Copa Conmebol           | Santos F. C.        | Rosario        | 1998 |

(*) Incluyendo la selección.